# Sport Club Fortuna Köln 1982-1983
Questa voce raccoglie le informazioni riguardanti il Sport Club Fortuna Köln nelle competizioni ufficiali della stagione 1982-1983.

## Stagione
Nella stagione 1982-1983 il Fortuna Colonia, allenato da Martin Luppen, concluse il campionato di 2. Bundesliga al 6º posto. In Coppa di Germania il Fortuna Colonia perse la finale con dal Colonia.

## Rosa
| N. |                     | Ruolo | Calciatore            |
| -- | ------------------- | ----- | --------------------- |
|    | Germania (bandiera) | P     | Bernd Helmschrot      |
|    | Germania (bandiera) | D     | Thomas Esche          |
|    | Germania (bandiera) | D     | Günter Hutwelker      |
|    | Germania (bandiera) | D     | Erich Sauk            |
|    | Germania (bandiera) | D     | Hans-Jürgen Scheinert |
|    | Germania (bandiera) | D     | Gerd Zimmermann       |
|    | Germania (bandiera) | C     | Jürgen Baier          |
|    | Germania (bandiera) | C     | Dieter Finkler        |
|    | Germania (bandiera) | C     | Hans-Jürgen Gede      |
|    | Germania (bandiera) | C     | Bernd Grabosch        |
|    | Austria (bandiera)  | C     | Robert Hanschitz      |

| N. |                     | Ruolo | Calciatore             |
| -- | ------------------- | ----- | ---------------------- |
|    | Germania (bandiera) | C     | Florian Hinterberger   |
|    | Germania (bandiera) | C     | Achim Kropp            |
|    | Germania (bandiera) | C     | Michael Kuntze         |
|    | Germania (bandiera) | C     | Hannes Linßen          |
|    | Germania (bandiera) | C     | Norbert Schmitz        |
|    | Germania (bandiera) | A     | Hans Fos               |
|    | Germania (bandiera) | A     | Dieter Lemke           |
|    | Germania (bandiera) | A     | Dieter Schatzschneider |
|    | Germania (bandiera) | A     | Bernd Vittinghoff      |
|    | Germania (bandiera) | A     | Hermann-Josef Werres   |

## Organigramma societario
Area tecnica
- Allenatore: Martin Luppen
- Allenatore in seconda:
- Preparatore dei portieri:
- Preparatori atletici:

## Calciomercato

### Sessione estiva
| Acquisti | Acquisti             | Acquisti         | Acquisti |
| R.       | Nome                 | da               | Modalità |
| -------- | -------------------- | ---------------- | -------- |
| D        | Gerd Zimmermann      | Union Solingen   |          |
| C        | Jürgen Baier         | Greuther Fürth   |          |
| C        | Bernd Grabosch       | Colonia          |          |
| P        | Bernd Helmschrot     | Viktoria Colonia |          |
| C        | Florian Hinterberger | Greuther Fürth   |          |
| C        | Michael Kuntze       | Freiburger       |          |
| A        | Dieter Lemke         | Bochum           |          |

| Cessioni | Cessioni           | Cessioni             | Cessioni |
| R.       | Nome               | a                    | Modalità |
| -------- | ------------------ | -------------------- | -------- |
| D        | Janus Guðlaugsson  | FH Hafnarfjörður     |          |
| A        | Karl-Heinz Mödrath | Alemannia Aquisgrana |          |
| D        | Flemming Nielsen   | South China          |          |
| C        | Wolfgang Rolff     | Amburgo              |          |
| A        | Dieter Trunk       | Norimberga           |          |
| P        | Gerhard Welz       | RW Oberhausen        |          |

### Sessione invernale
| Acquisti | Acquisti               | Acquisti    | Acquisti |
| R.       | Nome                   | da          | Modalità |
| -------- | ---------------------- | ----------- | -------- |
| A        | Dieter Schatzschneider | Hannover 96 |          |

| Cessioni | Cessioni | Cessioni | Cessioni |
| R.       | Nome     | a        | Modalità |
| -------- | -------- | -------- | -------- |

## Risultati

### 2. Bundesliga

#### Girone di andata
| Arbitro: | Horeis |

|                                  |           |  |
| Vittinghoff 22’ (rig.) Lemke 69’ | Marcatori |  |

| Arbitro: | Osmers |

|                                                       |           |                      |
| Goll 36’ Bebensee 79’ Dierßen 85’ Schatzschneider 90’ | Marcatori | 13’, 53’ Vittinghoff |

| Arbitro: | Huster |

|                                         |           |  |
| Werres 22’ Vittinghoff 61’ Grabosch 67’ | Marcatori |  |

| Arbitro: | Hellwig |

|  |           |                        |
|  | Marcatori | 63’ Grabosch 90’ Baier |

| Arbitro: | Bruch |

|                                     |           |                        |
| Grabosch 75’ Vittinghoff 80’ (rig.) | Marcatori | 42’ Metzler 66’ Schaub |

| Arbitro: | Uhlig |

|                         |           |                                        |
| Wegmann 47’ Demange 70’ | Marcatori | 22’ Lemke 53’ Werres 83’, 86’ Grabosch |

| Arbitro: | Brehm |

|                    |           |  |
| Lemke 22’ Gede 70’ | Marcatori |  |

| Arbitro: | Wuttke |

|                                            |           |                      |
| Kostedde 12’ Olaidotter 21’, 80’ Fagot 84’ | Marcatori | 30’ Linßen 54’ Lemke |

| Arbitro: | Barnick |

|           |           |           |
| Werres 4’ | Marcatori | 19’ Bauer |

| Arbitro: | Messmer |

|                        |           |                      |
| Lenz 16’ Buschmann 67’ | Marcatori | 73’ Werres 79’ Lemke |

| Arbitro: | Boos |

|                                   |           |                                    |
| Grabosch 49’, 67’, 74’ Werres 79’ | Marcatori | 32’ Krobbach 70’ (rig.) Dannenberg |

| Arbitro: | Correll |

|                                |           |                         |
| Höfer 34’ Bein 47’ (rig.), 90’ | Marcatori | 14’ Linßen 22’ Grabosch |

| Arbitro: | Dilg |

|                                                             |           |             |
| Linßen 17’ Vittinghoff 20’, 41’, 52’ Lemke 48’ Grabosch 70’ | Marcatori | 11’ Naumann |

| Arbitro: | Huster |

|          |           |                 |
| Beran 2’ | Marcatori | 13’ Vittinghoff |

| Arbitro: | Gschwender |

|                              |           |  |
| Werres 55’ Grabosch 68’, 90’ | Marcatori |  |

| Arbitro: | Werner |

|               |           |           |
| Loontiens 53’ | Marcatori | 50’ Lemke |

| Colonia 27 novembre 1982, ore 15:00 CET 17ª giornata | Fortuna Colonia | 0 – 0 referto | Alemannia Aquisgrana | Südstadion (4 500 spett.)\| Arbitro: \| Roth \| |
| Arbitro:                                             | Roth            |               |                      |                                                 |

| Arbitro: | Fleischer |

|                        |           |                |
| Buchwald 7’ Dreher 59’ | Marcatori | 73’ Zimmermann |

| Arbitro: | Risse |

|                              |           |  |
| Gede 71’, 79’ Zimmermann 81’ | Marcatori |  |

#### Girone di ritorno
| Arbitro: | Schmidhuber |

|                 |           |                              |
| Traser 28’, 68’ | Marcatori | 34’ Schatzschneider 61’ Gede |

| Arbitro: | Messmer |

|                                    |           |                        |
| Lemke 21’ Schatzschneider 42’, 85’ | Marcatori | 76’ Hayduk 77’ Surmann |

| Arbitro: | Kasperowski |

|                       |           |                     |
| Zimmermann 43’ (aut.) | Marcatori | 61’ Schatzschneider |

| Arbitro: | Pauly |

|                    |           |                      |
| Schatzschneider 8’ | Marcatori | 68’ Kunkel 90’ Drews |

| Arbitro: | Neuner |

|                        |           |  |
| Metzler 55’ Schaub 71’ | Marcatori |  |

| Arbitro: | Ermer |

|                                  |           |                      |
| Grabosch 32’ Schatzschneider 82’ | Marcatori | 54’ Müller 73’ Bugla |

| Arbitro: | Walz |

|                               |           |                                                  |
| Lemke 38’ (aut.) Notthoff 70’ | Marcatori | 86’ Vittinghoff 90’ Grabosch 90’ Schatzschneider |

| Arbitro: | Schütte |

|                                                   |           |  |
| Schatzschneider 7’, 90’ Lemke 77’ Vittinghoff 79’ | Marcatori |  |

| Arbitro: | Redelfs |

|               |           |                     |
| Hein 35’, 62’ | Marcatori | 15’ Schatzschneider |

| Arbitro: | Tritschler |

|                                                          |           |  |
| Schatzschneider 15’ Klinkhammer 20’ (aut.) Hanschitz 80’ | Marcatori |  |

| Arbitro: | Puchalski |

|            |           |                     |
| Hobday 62’ | Marcatori | 40’ Schatzschneider |

| Arbitro: | Theobald |

|                 |           |                                                      |
| Vittinghoff 65’ | Marcatori | 30’ Bein 45’ (aut.) Sauk 80’ Martin 90’ Michelberger |

| Arbitro: | Kasperowski |

|                                  |           |  |
| Hutwelker 68’ (aut.) Álvarez 86’ | Marcatori |  |

| Arbitro: | Wuttke |

|                                                                                           |           |  |
| Schatzschneider 58’ (rig.), 66’, 69’ Linßen 74’ Finkler 78’ Hinterberger 80’ Grabosch 86’ | Marcatori |  |

| Arbitro: | Eli |

|  |           |                                  |
|  | Marcatori | 77’ Grabosch 79’ Schatzschneider |

| Colonia 14 maggio 1983, ore 15:00 CEST 35ª giornata | Fortuna Colonia | 0 – 0 referto | Bayer Uerdingen | Südstadion (7 500 spett.)\| Arbitro: \| Bodmer \| |
| Arbitro:                                            | Bodmer          |               |                 |                                                   |

| Aquisgrana 21 maggio 1983, ore 15:00 CEST 36ª giornata | Alemannia Aquisgrana | 0 – 0 referto | Fortuna Colonia | Stadio Tivoli (3 500 spett.)\| Arbitro: \| Fleischer \| |
| Arbitro:                                               | Fleischer            |               |                 |                                                         |

| Arbitro: | Puchalski |

|                     |           |                       |
| Schatzschneider 14’ | Marcatori | 59’ Täuber 60’ Dreher |

| Arbitro: | Niebergall |

|              |           |          |
| Schulzke 39’ | Marcatori | 29’ Gede |

### Coppa di Germania
| Arbitro: | Schütte |

|                                  |           |  |
| Hinterberger 11’ Vittinghoff 73’ | Marcatori |  |

| Ulma 16 ottobre 1982 Secondo turno | Ulma   | 0 – 0 (d.t.s.) referto | Fortuna Colonia | Donaustadion (4 500 spett.)\| Arbitro: \| Sahner \| |
| Arbitro:                           | Sahner |                        |                 |                                                     |

| Arbitro: | Rothbrust |

|                                              |           |  |
| Baier 35’ Hinterberger 56’ (rig.) Werres 87’ | Marcatori |  |

| Arbitro: | Neuner |

|          |           |                                    |
| Worm 62’ | Marcatori | 30’ Schatzschneider 57’ Zimmermann |

| Arbitro: | Retzmann |

|              |           |                             |
| Mill 6’, 47’ | Marcatori | 59’ Zimmermann 73’ Grabosch |

| Arbitro: | Dellwing |

|                                 |           |                     |
| Schatzschneider 45’, 65’ (rig.) | Marcatori | 55’ (rig.) Matthäus |

| Arbitro: | Schmidhuber |

|                                                        |           |  |
| Schatzschneider 6’, 86’ Lemke 20’ Baier 33’ Werres 90’ | Marcatori |  |

| Arbitro: | Engel |

|                |           |  |
| Littbarski 68’ | Marcatori |  |

## Statistiche

### Statistiche di squadra
| Competizione      | Punti | In casa | In casa | In casa | In casa | In casa | In casa | In trasferta | In trasferta | In trasferta | In trasferta | In trasferta | In trasferta | Totale | Totale | Totale | Totale | Totale | Totale | DR  |
| Competizione      | Punti | G       | V       | N       | P       | Gf      | Gs      | G            | V            | N            | P            | Gf           | Gs           | G      | V      | N      | P      | Gf     | Gs     | DR  |
| ----------------- | ----- | ------- | ------- | ------- | ------- | ------- | ------- | ------------ | ------------ | ------------ | ------------ | ------------ | ------------ | ------ | ------ | ------ | ------ | ------ | ------ | --- |
| 2. Bundesliga     | 43    | 19      | 11      | 5       | 3       | 48      | 18      | 19           | 4            | 8            | 7            | 28           | 32           | 38     | 15     | 13     | 10     | 76     | 50     | +26 |
| Coppa di Germania | -     | 4       | 4       | 0       | 0       | 12      | 1       | 4            | 1            | 2            | 1            | 4            | 4            | 8      | 5      | 2      | 1      | 16     | 5      | +11 |
| Totale            | 43    | 23      | 15      | 5       | 3       | 60      | 19      | 23           | 5            | 10           | 8            | 32           | 36           | 46     | 20     | 15     | 11     | 92     | 55     | +37 |

### Andamento in campionato
| Giornata  | 1 | 2 | 3 | 4 | 5 | 6 | 7 | 8 | 9 | 10 | 11 | 12 | 13 | 14 | 15 | 16 | 17 | 18 | 19 | 20 | 21 | 22 | 23 | 24 | 25 | 26 | 27 | 28 | 29 | 30 | 31 | 32 | 33 | 34 | 35 | 36 | 37 | 38 |
| --------- | - | - | - | - | - | - | - | - | - | -- | -- | -- | -- | -- | -- | -- | -- | -- | -- | -- | -- | -- | -- | -- | -- | -- | -- | -- | -- | -- | -- | -- | -- | -- | -- | -- | -- | -- |
| Luogo     | C | T | C | T | C | T | C | T | C | T  | C  | T  | C  | T  | C  | T  | C  | T  | C  | T  | C  | T  | C  | T  | C  | T  | C  | T  | C  | T  | C  | T  | C  | T  | C  | T  | C  | T  |
| Risultato | V | P | V | V | N | V | V | P | N | N  | V  | P  | V  | N  | V  | N  | N  | P  | V  | N  | V  | N  | P  | P  | N  | V  | V  | P  | V  | N  | P  | P  | V  | V  | N  | N  | P  | N  |
| Posizione | 5 | 9 | 6 | 8 | 6 | 4 | 4 | 5 | 5 | 5  | 5  | 5  | 5  | 4  | 4  | 4  | 4  | 5  | 5  | 5  | 4  | 4  | 6  | 6  | 6  | 5  | 5  | 6  | 4  | 5  | 5  | 6  | 5  | 4  | 4  | 5  | 5  | 6  |

Legenda:

Luogo: C = Casa; T = Trasferta. Risultato: V = Vittoria; N = Pareggio; P = Sconfitta.

### Statistiche dei giocatori
| Giocatore          | 2. Bundesliga | 2. Bundesliga | 2. Bundesliga | 2. Bundesliga | Coppa di Germania | Coppa di Germania | Coppa di Germania | Coppa di Germania | Totale   | Totale | Totale      | Totale     |
| Giocatore          | Presenze      | Reti          | Ammonizioni   | Espulsioni    | Presenze          | Reti              | Ammonizioni       | Espulsioni        | Presenze | Reti   | Ammonizioni | Espulsioni |
| ------------------ | ------------- | ------------- | ------------- | ------------- | ----------------- | ----------------- | ----------------- | ----------------- | -------- | ------ | ----------- | ---------- |
| J. Baier           | 37            | 1             | 5             | 0             | 8                 | 2                 | 0                 | 0                 | 45       | 3      | 5           | 0          |
| T. Esche           | 7             | 0             | 0             | 0             | 2                 | 0                 | 0                 | 0                 | 9        | 0      | 0           | 0          |
| D. Finkler         | 36            | 1             | 6             | 0             | 7                 | 0                 | 0                 | 0                 | 43       | 1      | 6           | 0          |
| H. Fos             | 19            | 0             | 2             | 0             | 4                 | 0                 | 0                 | 0                 | 23       | 0      | 2           | 0          |
| H. Gede            | 36            | 5             | 7             | 0             | 8                 | 0                 | 0                 | 0                 | 44       | 5      | 7           | 0          |
| B. Grabosch        | 38            | 16            | 1             | 0             | 7                 | 1                 | 0                 | 0                 | 45       | 17     | 1           | 0          |
| R. Hanschitz       | 14            | 1             | 2             | 0             | 5                 | 0                 | 1                 | 0                 | 19       | 1      | 3           | 0          |
| B. Helmschrot      | 38            | 0             | 1             | 0             | 8                 | 0                 | 0                 | 0                 | 46       | 0      | 1           | 0          |
| F. Hinterberger    | 36            | 1             | 4             | 0             | 6                 | 2                 | 0                 | 0                 | 42       | 3      | 4           | 0          |
| G. Hutwelker       | 13            | 0             | 4             | 1             | 4                 | 0                 | 1                 | 0                 | 17       | 0      | 5           | 1          |
| A. Kropp           | 3             | 0             | 0             | 0             | 0                 | 0                 | 0                 | 0                 | 3        | 0      | 0           | 0          |
| M. Kuntze          | 21            | 0             | 1             | 0             | 6                 | 0                 | 0                 | 0                 | 27       | 0      | 1           | 0          |
| D. Lemke           | 37            | 9             | 4             | 0             | 8                 | 1                 | 1                 | 0                 | 45       | 10     | 5           | 0          |
| H. Linßen          | 34            | 4             | 5             | 0             | 7                 | 0                 | 1                 | 0                 | 41       | 4      | 6           | 0          |
| E. Sauk            | 10            | 0             | 0             | 0             | 2                 | 0                 | 0                 | 0                 | 12       | 0      | 0           | 0          |
| D. Schatzschneider | 19            | 17            | 2             | 0             | 5                 | 5                 | 1                 | 0                 | 24       | 22     | 3           | 0          |
| H. Scheinert       | 25            | 0             | 5             | 0             | 3                 | 0                 | 0                 | 0                 | 28       | 0      | 5           | 0          |
| N. Schmitz         | 0             | 0             | 0             | 0             | 0                 | 0                 | 0                 | 0                 | 0        | 0      | 0           | 0          |
| B. Vittinghoff     | 28            | 12            | 0             | 0             | 4                 | 1                 | 0                 | 0                 | 32       | 13     | 0           | 0          |
| H. Werres          | 29            | 6             | 2             | 0             | 5                 | 2                 | 0                 | 0                 | 34       | 8      | 2           | 0          |
| G. Zimmermann      | 9             | 2             | 1             | 0             | 2                 | 2                 | 0                 | 0                 | 11       | 4      | 1           | 0          |